# Зальгеш
Зальгеш (нім. Salgesch) — громада  в Швейцарії в кантоні Вале, округ Лойк.

## Географія
Громада розташована на відстані близько 75 км на південь від Берна, 19 км на північний схід від Сьйона.
Зальгеш має площу 11,4 км², з яких на 9,7% дозволяється будівництво (житлове та будівництво доріг), 20,9% використовуються в сільськогосподарських цілях, 50,8% зайнято лісами, 18,6% не є продуктивними (річки, льодовики або гори).

## Демографія
2019 року в громаді мешкало 1540 осіб (+12,7% порівняно з 2010 роком), іноземців було 14%. Густота населення становила 136 осіб/км².
За віковим діапазоном населення розподілялося таким чином: 19,2% — особи молодші 20 років, 58,4% — особи у віці 20—64 років, 22,5% — особи у віці 65 років та старші. Було 673 помешкань (у середньому 2,3 особи в помешканні).
Із загальної кількості 972 працюючих 260 було зайнятих в первинному секторі, 380 — в обробній промисловості, 332 — в галузі послуг.